# Aquiles dos Reis
Aquiles dos Reis (Miranda, 28 de agosto de 1928 — Campo Grande, 9 de janeiro de 2014) foi um ex-futebolista brasileiro, que atuava como atacante.

## Carreira
Aquiles jogava em times pequenos do interior do Mato Grosso, e em 1946 foi para o Sociedade Esportiva Noroeste, clube de Campo Grande. Após dois anos lá, chegando a jogar na seleção matogrossense, ele foi contratado pelo Corinthians de Presidente Prudente, onde foi vice artilheiro da segunda divisão do Campeonato Paulista de 1949, com 26 gols. 
Após essas boas exibições, se transefiu para o Palmeiras em 1949, e foi importante em várias conquistas do clube, ele marcou o gol que deu o título do Palmeiras no Campeonato Paulista de 1950, empatando uma partida contra o São Paulo (o empate dava o título ao Verdão). Aquiles considerava esse gol a coisa mais importante que fez na vida.
Ele também teve grande participação no Torneio Rio-São Paulo de 1951, marcando gols nas duas partidas da final contra o Corinthians. Seu maior título pelo clube foi a Copa Rio de 1951, em que marcou dois gols na fase inicial da competição, mas quebrou a perna na primeira partida da semifinal contra o Vasco da Gama, e só voltou a jogar sete meses depois. Com mais lesões nos anos seguintes, Aquiles foi obrigado a encerrar a carreira prematuramente. 

## Morte
Ele morreu em 9 de janeiro de 2014, em Campo Grande, de causas naturais, aos 85 anos.

## Títulos
Palmeiras
- Copa Rio Internacional: 1951
- Torneio Rio-São Paulo: 1951
- Campeonato Paulista: 1950
- Taça Cidade de São Paulo: 1950 e 1951

## Artilharias
- Torneio Rio-São Paulo: 1951 (9 gols)